# رابطه (فیلم ۱۹۸۵)
رابطه (به مالایالم: Anubandham) و (به انگلیسی: Relation) فیلمی هندی محصول سال ۱۹۸۵ و به کارگردانی آی.وی. ساسی است. در این فیلم بازیگرانی همچون مموتی، موهنلال، سیما، شوبانا، تیلاکان، سوکوماری، پرمجی و بهادر ایفای نقش کرده‌اند.